# Coca-Cola 600
La Coca Cola 600 (qui s'appelait initialement la World 600) est une course automobile annuelle organisée depuis 1960 par la NASCAR. Elle compte pour le championnat des NASCAR Cup Series et se déroule sur le circuit dénommé Charlotte Motor Speedway situé dans la banlieue de Charlotte (Caroline du Nord).

## Présentation
C'est l'épreuve la plus longue de la saison de NASCAR Cup Series, sa distance étant de 600 milles (965,61 km).
Elle se déroule le dernier dimanche du mois de mai soit le weekend du Memorial Day aux États-Unis mais également le même jour que les 500 miles d'Indianapolis. Plusieurs pilotes ont d'ailleurs tenté l'exploit physique et logistique d'enchaîner les deux épreuves (en). Ce défi est dénommé le Double Duty (en). Le dernier en date est Kurt Busch lequel en 2014 a participé aux deux courses, terminant 6e à Indianapolis et 40e à Charlotte (abandon au 275e des 400 tours prévus).
Le circuit est de type quad ovale et la piste longue de 1,5 milles (2,41 km) est en asphalte. Les quatre virages ont une inclinaison de 24° tandis que les lignes droites le sont de 5°
Pour l'édition 1961, deux courses de qualification sont organisées une semaine avant le Coca-Cola 600 pour déterminer la grille de départ. Pour l'édition 1963, une course est également organisée la veille pour fixer l'ordre sur la grille de départ. Pour les autres éditions, ce sont les essais qui sont pris en compte.
Ces dernières saisons, Jimmie Johnson s'est imposé trois fois de suite (de 2003 à 2005) et a terminé second de la course de 2006.

## Origine de la course
Au printemps 1959, de retour du Daytona International Speedway de Bill France Sr. (en), Curtis Turner (en) revient à Charlotte (Caroline du Nord) avec l'idée d'y construire un circuit automobile. Il pense qu'il sera capable de réunir les 750 000 $ nécessaire à la construction d'un circuit de 45 000 places assises sur des terrains dont il est propriétaire dans le Comté de Cabarrus. Peu de temps après, il apprend qu'un groupe dirigé par Bruton Smith (en) serait désireux d'ériger un nouveau circuit automobile dans la région de Pineville.
Smith et Turner vont s'associer et signent un contrat avec la NASCAR pour organiser une course de 600 miles le jour du Memorial Day. Dès le début des travaux, une couche de granit est découverte sous la couche arable rendant les travaux beaucoup plus onéreux. Les seuls frais en dynamite se montent à 70 000 $. La facture estimée initialement à 750 000 $ va grimper à presque deux millions de $. Au printemps 1960, une tempête de neige ayant retardé le bétonnage de la piste, Turner demande et obtient que la course soit reportée de six semaines.
À deux semaines de la course inaugurale, un sous-traitant menace de quitter le site pour défaut de paiement. Pour résoudre ce problème, Turner et un de ses amis vont jusqu'à le menacer avec un fusil de chasse et un revolver pour s’assurer que la piste serait terminée dans les délais. La première épreuve sur le tout nouveau circuit Charlotte Motor Speedway a finalement lieu le 19 juin 1960.

## Histoire
Au départ, la course fut créée par la NASCAR pour concurrencer la course de monoplace (Indianapolis 500), se déroulant le jour du Memorial Day. Cependant les deux courses ne seront programmées le même jour qu'à partir de la saison 1974. Avant cela, les deux courses se déroulaient bien le même weekend mais lors de jours différents. Quelques pilotes ont tenté de participer aux deux courses sur le même weekend.
Même si la course est programmée le weekend du Memorial Day, la course n'aura lieu ce jour-là pour la première fois qu'en 2009 et ce à la suite du report de la course à cause de la pluie.
Dès l'installation de l'éclairage tout autour du circuit en 1992, les fans ont demandé que la course débute plus tard dans la journée afin de diminuer les effets de la chaleur et de l’humidité toujiours très importantes en caroline du Nord. Ils désiraient que la course soit insérée après celle très populaire du The Winston et déplacée pour une arrivée de nuit avec des températures moindres pour les spectateurs. L'heure de départ de la course fut déplacée à plusieurs reprises dans les années 1990 et finalement fixée à 17 h 30 min en 2001 pour une fin de course vers 22 heures locales. Avec ce changement d'horaire, les écuries ont dû s'adapter et modifier leurs habitudes, les conditions de courses étant complètement différentes le soir qu'en journée. Pour la partie nocturne de la course, le circuit est éclairé à l'aide de réflecteurs paraboliques afin que les pilotes ne soient pas éblouis.
Le déplacement de l'heure du départ a de nouveau permis aux pilotes de tenter de courir au cours du weekend le Cocal Cola 600 et l'Indianapolis 500 par un transfert en avion entre les deux sites. Le fait d'effectuer ces courses est dénommé le Double Duty (en). Les experts se sont montrés opposés à ce doublement pour des raisons de santé et de sécurité, estimant qu'il ne devrait pas être permis de courir une distance de 1100 en un sul jour. Néanmoins, aucune autorité n'a sorti de règlement l'en empêchant.
De 2005 à 2010, cette question est devenue sans objet lorsque l'état de l'Indiana a décidé de passer à l'heure d'été. L'écart entre la fin de l'Indianapolis 500 et le départ du Coca-Cola 600 n'étant plus que d'une heure, il était matériellement impossible de participer aux deux courses. En 2011, l'heure de départ de l'Indianapolis 500 est avancée à midi permettant à nouveau le Double Duty. Néanmoins depuis seul Kurt Busch en 2014 a retenté l'expérience.
Jusqu'à de que l'action en justice de Ferko (en) ne prenne ses effets, le Coca-cola 600 était considéré comme la troisième manche du grand chelem et faisait partie intégrante du Winston Million (en) (le gagnant du Daytona 500 en février, du Winston 500 actuellement le Geico 500 en avril, du Coca-Cola 600 et du Southern 500 actuellement le Bojangles' Southern 500 en septembre, remporte le prix). La course est considérée comme l'une des cinq plus grande course annuelle des NASCAR Cup Series.
Le nom officiel de la course est modifié en fonction du nom de la société sponsorisant l'événement. C'est ainsi qu'actuellement le nom de l'événement ayant été acquis par la société Coca Cola, la course est appelée le Coca-Cola 600 .

## Caractéristiques
- Course :
  - Longueur : 600 milles (965,606 km)
  - Nombre de tours : 400
    - Segment 1 : 100 tours
    - Segment 2 : 100 tours
    - Segment 3 : 100 tours
    - Segment 4 : 100 tours

- Piste :
  - Type : short track
  - Revêtement : asphalte
  - Longueur circuit : 1,5 milles (2,414 km)
  - Nombre de virages : 4
  - Inclinaison (Banking) :
    - Virages : 24°
    - Lignes droites : 5°

- Record du tour de piste : 24,490 secondes par Tony Stewart (Team Menard) en 1988 à l'occasion d'une course d'IndyCar Series.

## Logos de la course

2003-2018
2019
Depuis 2020

## Palmarès
| Année | Date      | Pilote            | Écurie                       | Châssis   | Course | Course          | Course          | Course            | Note       |
| ----- | --------- | ----------------- | ---------------------------- | --------- | ------ | --------------- | --------------- | ----------------- | ---------- |
| Année | Date      | Pilote            | Écurie                       | Châssis   | Tours  | Miles (km)      | Durée           | Moyenne (miles/h) | Note       |
| 1960  | 19 juin   | Joe Lee Johnson   | Paul McDuffie                | Chevrolet | 400    | 600 (965,606)   | 5 h 34 min 06 s | 173,383           |            |
| 1961  | 28 mai    | David Pearson     | John Masoni                  | Pontiac   | 400    | 600 (965,606)   | 5 h 22 min 29 s | 179,656           |            |
| 1962  | 27 mai    | Nelson Stacy      | Holman-Moody                 | Ford      | 400    | 600 (965,606)   | 4 h 46 min 44 s | 202,056           |            |
| 1963  | 2 juin    | Fred Lorenzen     | Holman-Moody                 | Ford      | 400    | 600 (965,606)   | 4 h 31 min 52 s | 213,105           |            |
| 1964  | 24 mai    | Jim Paschal       | Petty Enterprises            | Plymouth  | 400    | 600 (965,606)   | 4 h 46 min 14 s | 202,410           |            |
| 1965  | 23 mai    | Fred Lorenzen     | Holman-Moody                 | Ford      | 400    | 600 (965,606)   | 4 h 55 min 38 s | 195,893           |            |
| 1966  | 22 mai    | Marvin Panch      | Petty Enterprises            | Plymouth  | 400    | 600 (965,606)   | 4 h 26 min 35 s | 217,329           |            |
| 1967  | 28 mai    | Jim Paschal       | Frieden Enterprises          | Plymouth  | 400    | 600 (965,606)   | 4 h 25 min 02 s | 218,600           |            |
| 1968  | 26 mai    | Buddy Baker       | Ray Fox                      | Dodge     | 255    | 382,5 (615,574) | 3 h 04 min 14 s | 167,705           | [ Note 1 ] |
| 1969  | 25 mai    | LeeRoy Yarbrough  | Junior Johnson               | Mercury   | 400    | 600 (965,606)   | 4 h 27 min 56 s | 216,233           |            |
| 1970  | 24 mai    | Donnie Allison    | Banjo Matthews               | Ford      | 400    | 600 (965,606)   | 4 h 37 min 36 s | 208,700           |            |
| 1971  | 30 mai    | Bobby Allison     | Holman-Moody                 | Mercury   | 400    | 600 (965,606)   | 4 h 16 min 20 s | 225,987           |            |
| 1972  | 28 mai    | Buddy Baker       | Petty Enterprises            | Dodge     | 400    | 600 (965,606)   | 4 h 13 min 04 s | 228,937           |            |
| 1973  | 27 mai    | Buddy Baker       | Nord Krauskopf               | Dodge     | 400    | 600 (965,606)   | 4 h 26 min 53 s | 217,084           |            |
| 1974  | 26 mai    | David Pearson     | Wood Brothers Racing         | Mercury   | 360    | 540 (869,045)   | 3 h 58 min 21 s | 218,420           | [ Note 2 ] |
| 1975  | 25 mai    | Richard Petty     | Petty Enterprises            | Dodge     | 400    | 600 (965,606)   | 4 h 07 min 42 s | 233,881           |            |
| 1976  | 30 mai    | David Pearson     | Wood Brothers Racing         | Mercury   | 400    | 600 (965,606)   | 4 h 22 min 06 s | 221,047           |            |
| 1977  | 29 mai    | Richard Petty     | Petty Enterprises            | Dodge     | 400    | 600 (965,606)   | 4 h 21 min 29 s | 221,568           |            |
| 1978  | 28 mai    | Darrell Waltrip   | DiGard Motorsports           | Chevrolet | 400    | 600 (965,606)   | 4 h 20 min 12 s | 222,661           |            |
| 1979  | 27 mai    | Darrell Waltrip   | DiGard Motorsports           | Chevrolet | 400    | 600 (965,606)   | 4 h 23 min 24 s | 219,955           |            |
| 1980  | 25 mai    | Benny Parsons     | M. C. Anderson               | Chevrolet | 400    | 600 (965,606)   | 5 h 01 min 51 s | 191,938           |            |
| 1981  | 24 mai    | Bobby Allison     | Harry Rainer                 | Buick     | 400    | 600 (965,606)   | 4 h 38 min 22 s | 208,130           |            |
| 1982  | 30 mai    | Neil Bonnett (en) | Wood Brothers Racing         | Ford      | 400    | 600 (965,606)   | 4 h 36 min 48 s | 209,308           |            |
| 1983  | 29 mai    | Neil Bonnett (en) | RahMoc Enterprises           | Chevrolet | 400    | 600 (965,606)   | 4 h 15 min 51 s | 226,446           |            |
| 1984  | 27 mai    | Bobby Allison     | DiGard Motorsports           | Buick     | 400    | 600 (965,606)   | 4 h 38 min 34 s | 207,980           |            |
| 1985  | 26 mai    | Darrell Waltrip   | Junior Johnson               | Chevrolet | 400    | 600 (965,606)   | 4 h 13 min 52 s | 228,216           |            |
| 1986  | 25 mai    | Dale Earnhardt    | Richard Childress Racing     | Chevrolet | 400    | 600 (965,606)   | 4 h 16 min 24 s | 225,962           |            |
| 1987  | 24 mai    | Kyle Petty        | Wood Brothers Racing         | Ford      | 400    | 600 (965,606)   | 4 h 33 min 48 s | 211,601           |            |
| 1988  | 29 mai    | Darrell Waltrip   | Hendrick Motorsports         | Chevrolet | 400    | 600 (965,606)   | 4 h 49 min 15 s | 200,299           |            |
| 1989  | 28 mai    | Darrell Waltrip   | Hendrick Motorsports         | Chevrolet | 400    | 600 (965,606)   | 4 h 09 min 52 s | 231,869           |            |
| 1990  | 27 mai    | Rusty Wallace     | Blue Max Racing              | Pontiac   | 400    | 600 (965,606)   | 4 h 21 min 32 s | 221,526           |            |
| 1991  | 26 mai    | Davey Allison     | Robert Yates Racing          | Ford      | 400    | 600 (965,606)   | 4 h 19 min 05 s | 223,620           |            |
| 1992  | 24 mai    | Dale Earnhardt    | Richard Childress Racing     | Chevrolet | 400    | 600 (965,606)   | 4 h 30 min 43 s | 214,011           |            |
| 1993  | 30 mai    | Dale Earnhardt    | Richard Childress Racing     | Chevrolet | 400    | 600 (965,606)   | 4 h 07 min 25 s | 234,166           |            |
| 1994  | 29 mai    | Jeff Gordon       | Hendrick Motorsports         | Chevrolet | 400    | 600 (965,606)   | 4 h 18 min 10 s | 224,415           |            |
| 1995  | 28 mai    | Bobby Labonte     | Joe Gibbs Racing             | Chevrolet | 400    | 600 (965,606)   | 3 h 56 min 55 s | 244,543           |            |
| 1996  | 26 mai    | Dale Jarrett      | Robert Yates Racing          | Ford      | 400    | 600 (965,606)   | 4 h 03 min 56 s | 237,509           |            |
| 1997  | 25 mai    | Jeff Gordon       | Hendrick Motorsports         | Chevrolet | 333    | 499,5 (803,867) | 3 h 39 min 10 s | 220,070           | [ Note 3 ] |
| 1998  | 24 mai    | Jeff Gordon       | Hendrick Motorsports         | Chevrolet | 400    | 600 (965,606)   | 4 h 23 min 53 s | 219,553           |            |
| 1999  | 30 mai    | Jeff Burton       | Roush Racing                 | Ford      | 400    | 600 (965,606)   | 3 h 57 min 50 s | 243,602           |            |
| 2000  | 28 mai    | Matt Kenseth      | Roush Racing                 | Ford      | 400    | 600 (965,606)   | 4 h 12 min 23 s | 229,557           |            |
| 2001  | 27 mai    | Jeff Burton       | Roush Racing                 | Ford      | 400    | 600 (965,606)   | 4 h 20 min 40 s | 222,262           |            |
| 2002  | 26 mai    | Mark Martin       | Roush Racing                 | Ford      | 400    | 600 (965,606)   | 4 h 21 min 23 s | 221,653           |            |
| 2003  | 25 mai    | Jimmie Johnson    | Hendrick Motorsports         | Chevrolet | 276    | 414 (666,268)   | 3 h 16 min 50 s | 203,096           | [ Note 1 ] |
| 2004  | 30 mai    | Jimmie Johnson    | Hendrick Motorsports         | Chevrolet | 400    | 600 (965,606)   | 4 h 12 min 10 s | 229,755           |            |
| 2005  | 29 mai    | Jimmie Johnson    | Hendrick Motorsports         | Chevrolet | 400    | 600 (965,606)   | 5 h 13 min 52 s | 184,589           |            |
| 2006  | 28 mai    | Kasey Kahne       | Evernham Motorsports         | Dodge     | 400    | 600 (965,606)   | 4 h 39 min 25 s | 207,348           |            |
| 2007  | 27 mai    | Casey Mears       | Hendrick Motorsports         | Chevrolet | 400    | 600 (965,606)   | 4 h 36 min 27 s | 209,572           |            |
| 2008  | 25 mai    | Kasey Kahne       | Gillett Evernham Motorsports | Dodge     | 400    | 600 (965,606)   | 4 h 25 min 09 s | 218,504           |            |
| 2009  | 25 mai    | David Reutimann   | Michael Waltrip Racing       | Toyota    | 227    | 340,5 (547,981) | 2 h 48 min 59 s | 194,568           | ,          |
| 2010  | 30 mai    | Kurt Busch        | Team Penske                  | Dodge     | 400    | 600 (965,606)   | 4 h 08 min 20 s | 233,300           |            |
| 2011  | 29 mai    | Kevin Harvick     | Richard Childress Racing     | Chevrolet | 402    | 603 (970,434)   | 4 h 33 min 14 s | 213,100           | [ Note 5 ] |
| 2012  | 27 mai    | Kasey Kahne       | Hendrick Motorsports         | Chevrolet | 400    | 600 (965,606)   | 3 h 51 min 14 s | 250,554           |            |
| 2013  | 26 mai    | Kevin Harvick     | Richard Childress Racing     | Chevrolet | 400    | 600 (965,606)   | 4 h 35 min 49 s | 210,053           |            |
| 2014  | 25 mai    | Jimmie Johnson    | Hendrick Motorsports         | Chevrolet | 400    | 600 (965,606)   | 4 h 07 min 27 s | 234,134           |            |
| 2015  | 24 mai    | Carl Edwards      | Joe Gibbs Racing             | Toyota    | 400    | 600 (965,606)   | 4 h 03 min 34 s | 237,866           |            |
| 2016  | 29 mai    | Martin Truex Jr.  | Furniture Row Racing         | Toyota    | 400    | 600 (965,606)   | 3 h 44 min 05 s | 258,549           |            |
| 2017  | 28 mai    | Austin Dillon     | Richard Childress Racing     | Chevrolet | 400    | 600 (965,606)   | 4 h 19 min 22 s | 223,377           |            |
| 2018  | 27 mai    | Kyle Busch        | Joe Gibbs Racing             | Toyota    | 400    | 600 (965,606)   | 4 h 23 min 22 s | 219,984           |            |
| 2019  | 26 mai    | Martin Truex Jr.  | Joe Gibbs Racing             | Toyota    | 400    | 600 (965,606)   | 4 h 50 min 09   | 199,678           |            |
| 2020  | 24-25 mai | Brad Keselowski   | Team Penske                  | Ford      | 405    | 607.5 (977.467) | 4 h 29 min 55s  | 135,024           | [ Note 5 ] |
| 2021  | 30 mai    | Kyle Larson       | Hendrick Motorsports         | Chevrolet | 400    | 600 (965,606)   | 3 h 58 min 45 s | 150,785           |            |
| 2022  | 29 mai    | Denny Hamlin      | Joe Gibbs Racing             | Toyota    | 413    | 619,5 (996,988) | 5 h 13 min 08 s | 118,703           | [ Note 5 ] |
| 2023  | 29 mai    | Ryan Blaney       | Team Penske                  | Ford      | 400    | 600 (965,606)   | 4 h 58 min 50 s | 120,465           | [ Note 4 ] |
| 2024  | 26 mai    | Christopher Bell  | Joe Gibbs Racing             | Toyota    | 249    | 373.5 (601.089) | 3 h 2 min 7 s   | 123,053           | [ Note 1 ] |
| 2025  | 25 mai    | Ross Chastain     | Trackhouse Racing            | Chevrolet | 400    | 600 (965,606)   | 4 h 25 min 08 s | 135,781           |            |

Notes :
1. 1 2 3 4  Course raccourcie à cause de la pluie.
2. ↑  Course raccourcie à 360 tours (540 miles) en raison du premier choc pétrolier.
3. ↑  Course arrêtée à 1 heure du matin en raison du retard causés par la pluie.
4. 1 2  Course reportée du dimanche au lundi.
5. 1 2 3  Course terminée en prolongation à la suite d'une arrivée Green-white-checker.

## Pilotes multiples vainqueurs
| Nbr. | Pilote           | Saison                       |
| ---- | ---------------- | ---------------------------- |
| 5    | Darrell Waltrip  | 1978, 1979, 1985, 1988, 1989 |
| 4    | Jimmie Johnson   | 2003, 2004, 2005, 2014       |
| 3    | Buddy Baker      | 1968, 1972, 1973             |
| 3    | David Pearson    | 1961, 1974, 1976             |
| 3    | Bobby Allison    | 1971, 1981, 1984             |
| 3    | Dale Earnhardt   | 1986, 1992, 1993             |
| 3    | Jeff Gordon      | 1994, 1997, 1998             |
| 3    | Kasey Kahne      | 2006, 2008, 2012             |
| 2    | Fred Lorenzen    | 1963, 1965                   |
| 2    | Jim Paschal (en) | 1964, 1967                   |
| 2    | Richard Petty    | 1975, 1977                   |
| 2    | Jim Paschal (en) | 1982, 1983                   |
| 2    | Jeff Burton      | 1999, 2001                   |
| 2    | Kevin Harvick    | 2011, 2013                   |
| 2    | Martin Truex Jr. | 2016, 2019                   |

## Écuries multiples gagnantes
| Nbr. | Écuries                      | Saison                                                        |
| ---- | ---------------------------- | ------------------------------------------------------------- |
| 12   | Hendrick Motorsports         | 1988–1989, 1994, 1997–1998, 2003–2005, 2007, 2012, 2014, 2021 |
| 6    | Richard Childress Racing     | 1986, 1992–1993, 2011, 2013, 2017                             |
| 6    | Joe Gibbs Racing             | 1995, 2015, 2018, 2019, 2022, 2024                            |
| 5    | Petty Enterprises            | 1964, 1966, 1972, 1975, 1977                                  |
| 4    | Holman-Moody (en)            | 1962–1963, 1965, 1971                                         |
| 4    | Wood Brothers Racing         | 1974, 1976, 1982, 1987                                        |
| 4    | Roush Racing                 | 1999–2002                                                     |
| 3    | DiGard Motorsports           | 1978–1979, 1984                                               |
| 3    | Team Penske                  | 2010, 2020, 2023                                              |
| 2    | Junior Johnson & Associates  | 1969, 1985                                                    |
| 2    | Robert Yates Racing          | 1991, 1996                                                    |
| 2    | Gillett Evernham Motorsports | 2006, 2008                                                    |

## Victoires par manufacturiers
| Nbr. | Marque    | Saison |
| ---- | --------- | --- |
| 26   | Chevrolet | 1960, 1978–1980, 1983, 1985–1986, 1988–1989, 1992–1995, 1997–1998, 2003–2005, 2007, 2011–2014, 2017, 2021, 2025 |
| 13   | Ford      | 1962–1963, 1965, 1970, 1982, 1987, 1991, 1996, 1999–2002, 2020, 2023                                            |
| 8    | Dodge     | 1968, 1972–1973, 1975, 1977, 2006, 2008, 2010                                                                   |
| 7    | Toyota    | 2009, 2015, 2016, 2018, 2019, 2022, 2024                                                                        |
| 4    | Mercury   | 1969, 1971, 1974, 1976                                                                                          |
| 3    | Plymouth  | 1964, 1966–1967                                                                                                 |
| 2    | Buick     | 1981, 1984 |
| 2    | Pontiac   | 1961, 1990 |

## Qualification au World 600
| Saison | Date     | No | Pilote                | Écuries               | Manufacturier | Course | Course          | Course      | Course            |
| ------ | -------- | -- | --------------------- | --------------------- | ------------- | ------ | --------------- | ----------- | ----------------- |
| Saison | Date     | No | Pilote                | Écuries               | Manufacturier | Tours  | Miles (km)      | Durée       | Moyenne (miles/h) |
| 1961   | 21 mai   | 43 | Richard Petty         | Petty Enterprises     | Plymouth      | 67     | 100,5 (161,739) | 45 min 09 s | 214,934           |
| 1961   | 21 mai   | 8  | Joe Weatherly         | Bud Moore Engineering | Pontiac       | 67     | 100,5 (161,739) | 52 min 18 s | 186,026           |
| 1963   | 1er juin | 30 | Bunkie Blackburn (en) | Fred Clark            | Chevrolet     | 20     | 30 (48,28)      | 17 min 30 s | 165,532           |

## Alsco Uniforms 500
Le calendrier de la saison 2020 de NASCAR Cup Series ayant été modifié à la suite de la pandémie de Covid-19, le Charlotte Motor Speedway a accueilli, le mercredi suivant le Coca-Cola 600, une seconde course de 500 km dénommée le 2020 Alsco Uniforms 500 (en). Cette course a remplacé le Toyota/Save Mart 350 qui aurait dû se dérouler au Sonoma Raceway.
| Saison | Date   | No | Pilote        | Écuries              | Manufacturier | Course | Course        | Course          | Course            | Note       |
| ------ | ------ | -- | ------------- | -------------------- | ------------- | ------ | ------------- | --------------- | ----------------- | ---------- |
| Saison | Date   | No | Pilote        | Écuries              | Manufacturier | Tours  | Miles (km)    | Durée           | Moyenne (miles/h) | Note       |
| 2020   | 28 mai | 9  | Chase Elliott | Hendrick Motorsports | Chevrolet     | 208    | 312 (502,008) | 2 h 29 min 23 s | 125,315           | [ Note 1 ] |

Note : 
1. ↑  Course décalée du mercredi au jeudi à la suite des chutes de pluie.

## Photos

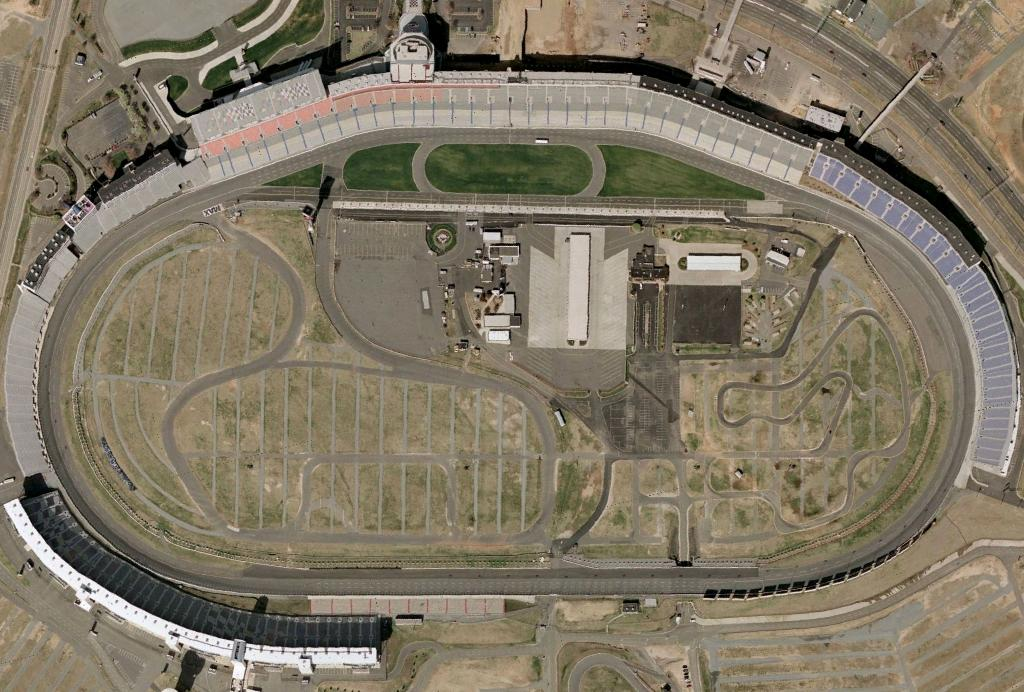
Vue aérienne du circuit.
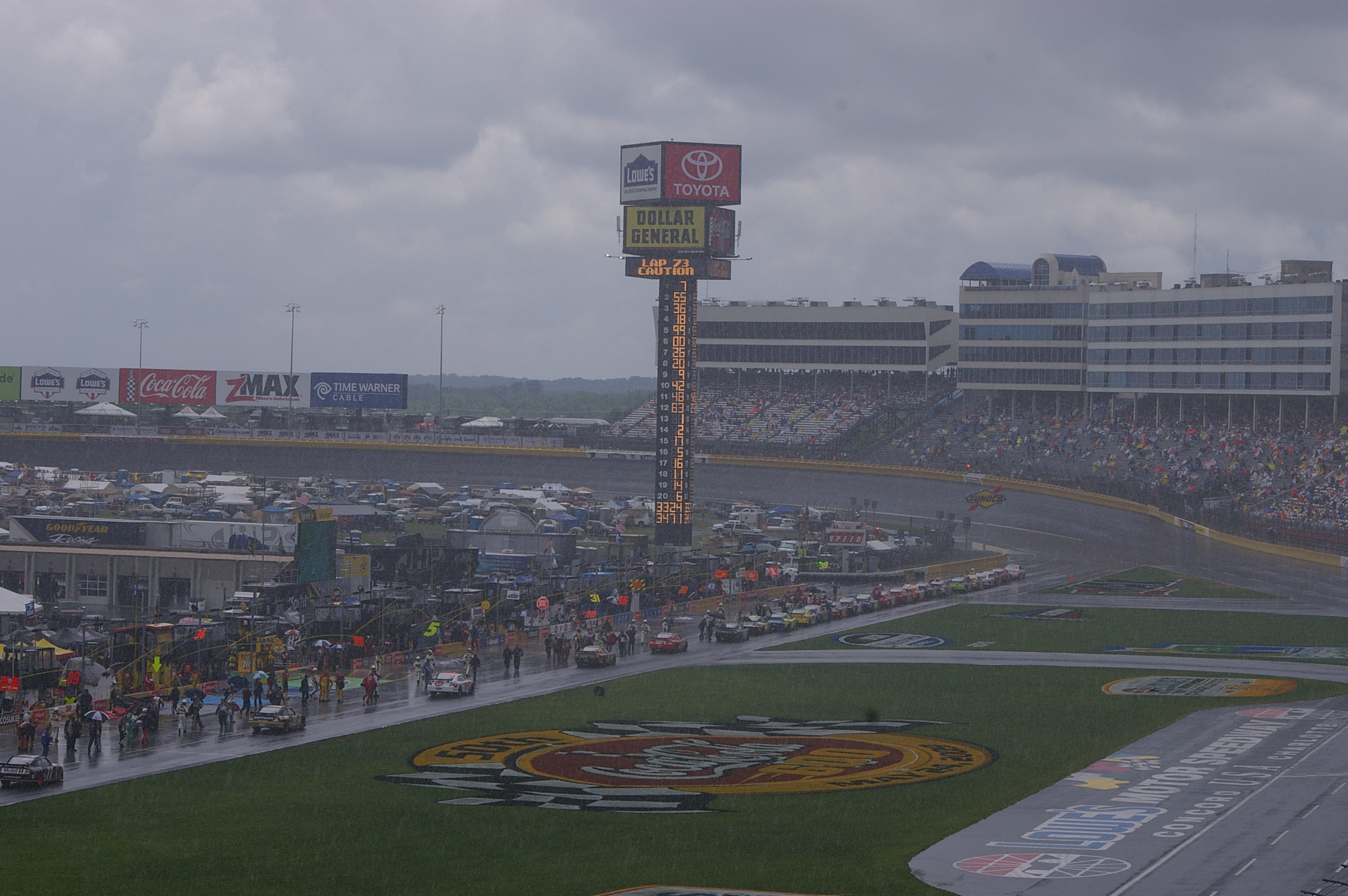
Coca-Cola 600 en 2009.